# Yinentulus
Yinentulus es un género de Protura en la familia Acerentomidae.

## Especies
- Yinentulus paedocephalus Tuxen, 1986